# الماضي المفرد

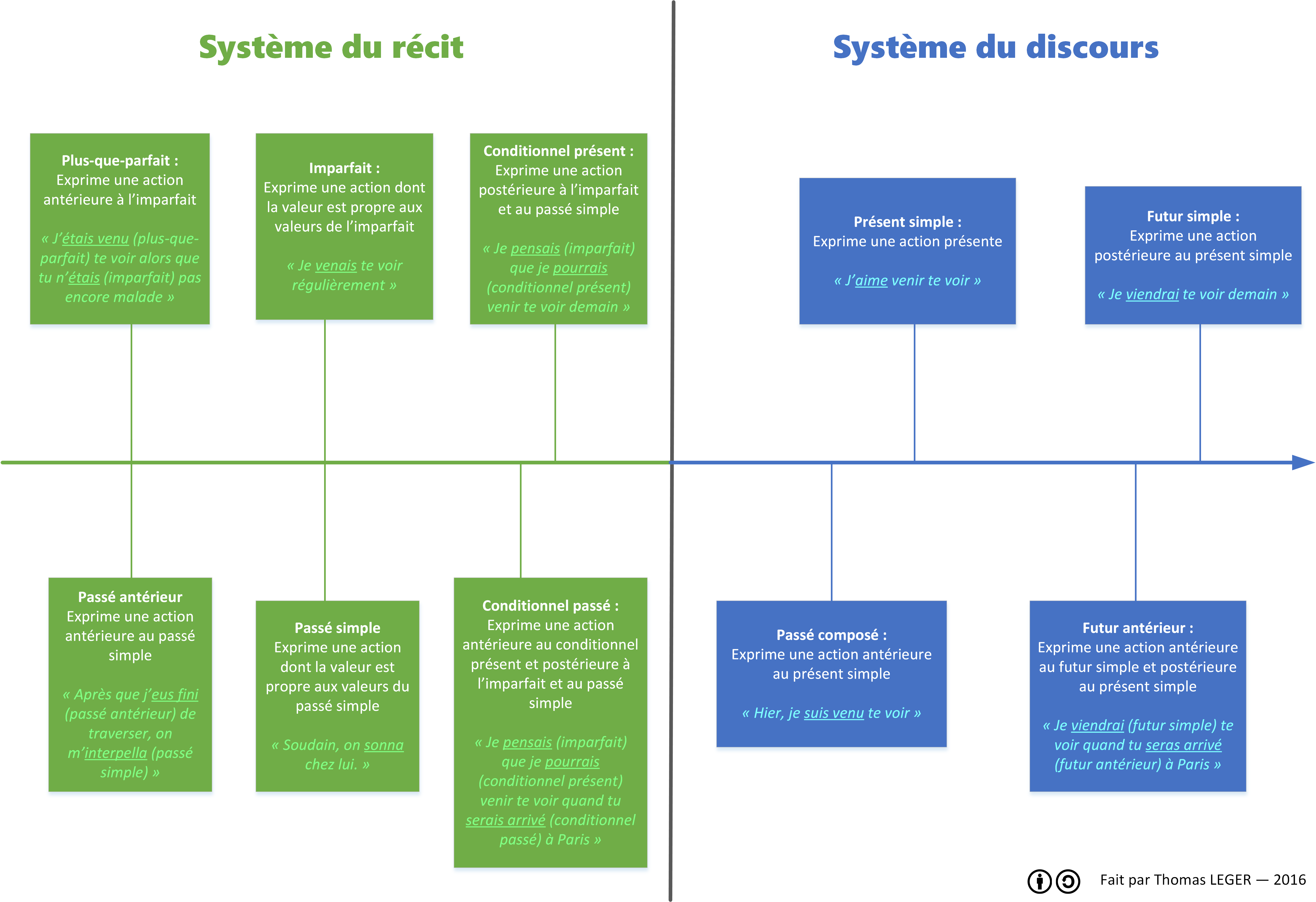

الماضي المفرد صيغة للفعل في اللغة الفرنسية يدل على وقوع الفعل وتمامه في الماضي، وهو زمن يستعمل في الأدب بخلاف الماضي المركب المستعمل في كلام العامة.